# Історія освіти у Китаї

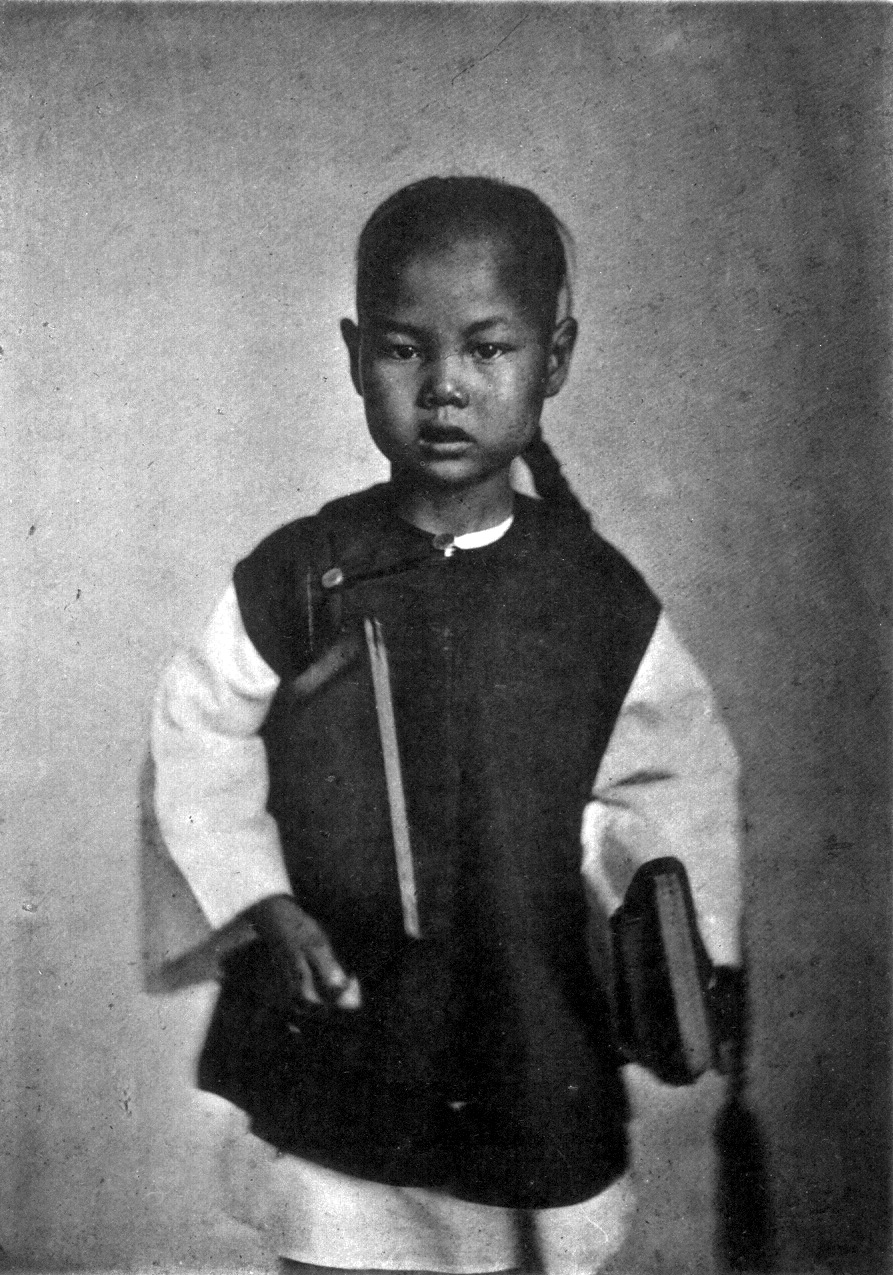
Учень, 1870-ті роки (династія Цін).

Історія освіти у Китаї розпочинається із початком китайської цивілізації, нараховує декілька тисячоліть.

## Доімперський та ранній імперський період
Аристократичні та публічні навчальні заклади згадано у численних класичних джерелах. Традиційний нарис надано у «Лі цзі», гл. "Ван чжи" 王制, де навчальні заклади названі як місце вшанування та опіки старших 養老, яких розподіляють на "старших столиці" 國老 та "інших" 庶老: відповідні місця визначаються як "вище та нижче", або "праве та ліве".
- Сян 庠 (xiáng), за часів Шуня (у тексті: Юй 虞 Yú).
- Сюй 序 (xù), за часів династії Ся.
- Сюе 學, за часів династії Шан (Їнь).
- Цзяо 膠 (у інших джерелах сяо 校), за часів Чжоу.

У гл. "Сюе цзі" 學記 з того ж джерела маємо нарис географічно-соціальної стратифікації навчальних закладів, який приписано давнині, але який ймовірно відображує реалії великих територіальних держав (пізній період Чжаньґо, до 221 до н.е.) та перших імперій (Цінь, Хань, до 220 н.е.): "у родинах - приватні школи шу 塾, у кланових центрах 黨 [одиниця що нараховує 500 сімей] - сян, у великих житлових центрах 術 [також 遂, 1250 сімей] - сюй, у столиці - сюе".
У той час як «Лі цзі» надає ідеалізований нарис, який імовірно було складено лише за часів Хань, немає сумніву, що освіта (цзяо 教) мала велике значення вже набагато раніше. Класичні джерела відзначають освіту як засіб морального впливу на населення, який протистоїть впливу шляхом змушення та покарань. Побудова освітніх інститутів, їх розповсюдження, програми та характер викладання у багатьох випадках залишаються предметом реконструкцій що не завжди збігаються. Так чи інакше, історія доімперського періоду дозволяє виділити кілька факторів щодо можливих реконструкцій: перехід від родо-племінного устрою державних утворень до розвинених територіальних держав, збільшення населення, професіоналізація знання та перехід до писемної традиції у його фіксації.

### Доісторичний період та перші династії (Ся-Шан, до 1046 до н.е.)
Джерела з історії освіти на цей період обмежені ретроспективними переказами, достовірність яких натепер неможливо довести, а також написами на кістках та панцирах (цзяґувень 甲骨文). Останні містять згадки назв навчальних закладів, близькі до тих, що відомі у класичній літературі.
Класичні нариси зображують декількох культурних героїв-володарів (див. Три правителі і п'ять імператорів), однією з функцій яких є освітня: навчання полюванню та збиральництву, ремісництву, землеробству, писемності та рахуванню, спостеріганню за календарними змінами. Високий рівень майстерності, який демонструють артефакти династії Шан вказує на ремісницьку професіоналізацію; наявність інших сфер спеціальних знань (письмоводство, дивінаційні техніки, астрономія) задокументовано у написах цзяґувень. Між іншим, останні містять залишки тренувальних вправ чи дидактичних матеріалів.

### Західна Чжоу (1046-771 до н.е.)
Програма освіти обіймала шість компонентів, так званих "шість мистецтв" (zh:六藝): ритуал 禮, музика 樂, стрільба з луку 射, керування колісницею 御, читання та письмо 書, рахунок 數.

### Східна Чжоу (771-256 до н.е.)
Особливістю періоду стало зниження впливу аристократії та підвищення попиту та професійні знання за часів конкуренції між державами Китаю. Ця тенденція вплинула на розвиток приватних шкіл, які надавали кар'єрні можливості молоді низького походження. Саме як такі отримали розвиток школи Конфуція та Мо Ді (див. Моїзм). Разом із соціальною мобільністю збільшилася географічна мобільність носіїв знань: її кульмінацією стало запровадження академії Цзіся у царстві Ці, 4 ст. до н.е.
Позиція легістів, розпочинаючи з Шан Яна (390-338 до н.е.), свідчить про широке розповсюдження класичної освіти, яка, на їх думку, становить припону розвитку сильної держави. Так, Шан Ян стверджує, що одна людина "освічена щодо класичних пісень та документів" заважатиме тисячі інших у концентрації на землеробстві та військових справах; ці та інші конфуціанські мистецтва (як то ведення спору, софістика, красномовство тощо) стають причиною непідкорення уряду та загибелі держав (гл. "Нун-чжань" 農戰). За його ствердженням, головні цінності конфуціанства та моїзму є "паразитами", яких слід позбавитися задля зміцнення та збагачення країни.